# Parlament Ghany
Parlament Ghany (ang. Parliament of Ghana) – jednoizbowy parlament Ghany, główny organ władzy ustawodawczej w tym kraju.

## System elekcyjny

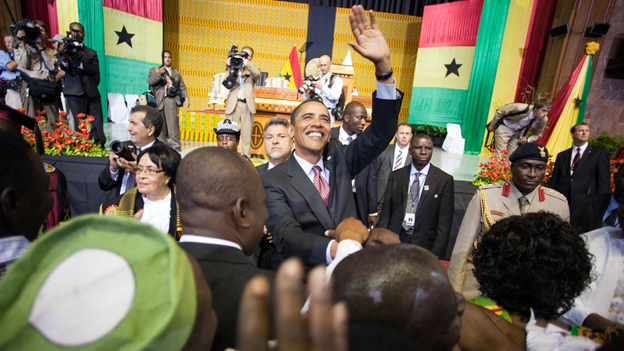
Prezydent USA Barack Obama w czasie wizyty w Parlamencie Ghany (11 lipca 2009)

Składa się z 230 członków wybieranych na czteroletnią kadencję w jednomandatowych okręgach wyborczych, z zastosowaniem ordynacji większościowej. 

### Czynne prawo wyborcze
Czynne prawo wyborcze przysługuje obywatelom Ghany posiadającym pełnię praw publicznych i mającym ukończone 18 lat.  

### Bierne prawo wyborcze
Kandydować mogą osoby w wieku co najmniej 21 lat, zamieszkałe na terenie swojego okręgu wyborczego przez co najmniej 10 lat przed wyborami, niemające zaległości podatkowych, otwartej procedury bankructwa ani obywatelstwa innego państwa. O miejsce w parlamencie nie mogą ubiegać się także urzędnicy służby cywilnej, żołnierze, wodzowie plemienni oraz osoby skazane za wiele kategorii przestępstw. 